# 捷利任齊 (捷季耶夫區)
49°20′28″N 29°34′41″E / 49.34111°N 29.57806°E
泰利任齊（烏克蘭語：Теліжинці）是位於烏克蘭北部的村莊，由基辅州白采爾克瓦區的泰蒂伊夫市鎮負責管轄。該村處於羅斯卡河畔，始建於1500年，面積3.2平方公里，海拔高度200米，2001年人口985。